# Гогоберишвили, Давид Георгиевич
Давид Георгиевич Гогоберишвили (1928 — ?) — передовик советского сельского хозяйства, председатель колхоза имени Орджоникидзе Гудаутского района Абхазской АССР. Герой Социалистического Труда (1966). Депутат Верховного Совета Абхазской АССР.

## Биография
Родился в 1928 году в селе Ахалсопели, ныне Гудаутского района республики Абхазия в грузинской крестьянской семье.
Работать начал в годы Великой Отечественной войны в местном колхозе имени Орджоникидзе. В 1944 году, в возрасте шестнадцати лет, был назначен бригадиром полеводов. Его бригада очень быстро стала передовой в колхозе. После завершения войны, поступил и успешно прошёл обучение в сельскохозяйственном техникуме, а позже без отрыва от производственной деятельности завершил обучение в высшем учебном заведении. В начале 1950-х годов односельчане поддержали его и избрали председателем колхоза.
Заботливые руки председателя колхоза, основным направлением которого было виноградарство, постоянно увеличивали производство продукции сельского хозяйства. Если в 1954 году с площади в 60 гектаров было собрано 450 тонн винограда, то в 1965 году на 180 гектарах было получено 2337 тон винограда разных сортов. В 1962 году он раздобыл саженцы винограда сорта «болгар» — дар друзей из Болгарии, затем в колхозе практиковали сорта «цоликоури», «чхавери», «амлаху», «ауасырхуа», «шасла» и «мускат гамбургский».
Кроме виноградарства в колхозе успешно развивалось животноводство, овощеводство и садоводство, каждый гектар сада в 1965 году принёс до 4 тысяч рублей дохода. В 1965 году доход предприятия составил более 1 миллиона рублей, на каждый трудодень пришлось по 4,39 рубля.
Указом Президиума Верховного Совета СССР от 2 апреля 1966 года за достигнутые успехи в развитии сельского хозяйства, промышленности и науки Грузинской ССР Давиду Георгиевичу Гогоберишвили присвоено звание Героя Социалистического Труда с вручением ордена Ленина и золотой медали «Серп и Молот».
В дальнейшем продолжал успешно руководить хозяйством. Колхоз оставался лидером Абхазской АССР по сбору винограда и передовым в Гудаутском районе. Избирался депутатом Верховного Совета Абхазской АССР.
Проживал в родном селе Ахалсопели.

## Награды
За трудовые и боевые успехи удостоен:
- золотая звезда «Серп и Молот» (02.04.1966)
- Орден Ленина (02.04.1966)
- Орден Октябрьской Революции (27.12.1976)
- другие медали.